# Poço das Trincheiras (kommun)
Poço das Trincheiras är en kommun i Brasilien.   Den ligger i delstaten Alagoas, i den östra delen av landet, 1 400 km nordost om huvudstaden Brasília. Antalet invånare är 13 873.
Följande samhällen finns i Poço das Trincheiras:
- Poço das Trincheiras

Omgivningarna runt Poço das Trincheiras är huvudsakligen savann. Runt Poço das Trincheiras är det ganska tätbefolkat, med 100 invånare per kvadratkilometer.